# Karl Ernst Claus

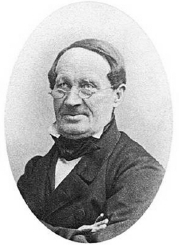
Karl Ernst Claus

Karl Ernst Claus (russisch Карл Карлович Клаус / Karl Karlowitsch Klaus; * 11. Januarjul. / 22. Januar 1796greg. in Dorpat; † 12. Märzjul. / 24. März 1864greg. ebenda) war ein deutsch-baltischer Pharmazeut und der Chemiker, der das Ruthenium entdeckte. Auch war er in der Botanik tätig. Sein Autorenkürzel der Botaniker und Mykologen war Claus.

## Leben
Karl Ernst Claus entstammte einer deutsch-baltischen Familie. Er arbeitete als Apotheker in Sankt Petersburg und Kasan. Im Jahre 1828 schloss er sich als Zeichner einer wissenschaftlichen Expedition in den Ural an. Er malte und sammelte Pflanzen und Mineralien. Bei dieser Expedition lernte er die Metallverarbeitung kennen und begann, sich für den Bergbau, die Metallgewinnung und die Chemie zu interessieren. An der Universität Kasan schrieb er seine Dissertation über die Biochemie der Pflanzen. 1839 wurde er zum Professor an der Kasaner Universität berufen. Seine Arbeit galt nun der Chemie der Platinmetalle. Mit den Abfallhalden der Platingewinnung des Urals seit 1841 beschäftigt, konnte er mit chemischen Methoden noch nutzbares Platin gewinnen. 1844 isolierte er das leichteste Platinmetall und nannte es Ruthenium, nach seinem Vaterland (lat. Ruthenia bezeichnet, je nach Kontext, die Kiewer Rus, die Polnisch-Litauische Union, Vorläufer der Ukraine, oder das spätere, moskowitische Russland). Ab 1852 war er Professor für Pharmazie an der Universität Dorpat, ab 1863 korrespondierendes Mitglied der Preußischen Akademie der Wissenschaften und ab 1861 der Russischen Akademie der Wissenschaften.